# Ланта
Ланта́ (фр. Lanta, окс. Lantar) — коммуна во Франции, находится в регионе Юг — Пиренеи. Департамент — Верхняя Гаронна. Административный центр кантона Ланта. Округ коммуны — Тулуза.
Код INSEE коммуны — 31271.

## География
Коммуна расположена приблизительно в 600 км к югу от Парижа, в 18 км к востоку от Тулузы.
На юге коммуны расположено озеро Сен-Сернен.

## Климат
Климат умеренно-океанический. Зима мягкая и снежная, весна характеризуется сильными дождями и грозами, лето сухое и жаркое, осень солнечная. Преобладают сильные юго-восточные и северо-западные ветры.

## Население
Население коммуны на 2010 год составляло 1715 человек.
| 1962 | 1968 | 1975 | 1982 | 1990 | 1999 | 2010 |
| ---- | ---- | ---- | ---- | ---- | ---- | ---- |
| 913  | 874  | 908  | 1026 | 1144 | 1174 | 1715 |

## Экономика
В 2010 году среди 1084 человек трудоспособного возраста (15—64 лет) 859 были экономически активными, 225 — неактивными (показатель активности — 79,2 %, в 1999 году было 75,7 %). Из 859 активных жителей работали 801 человек (422 мужчины и 379 женщин), безработных было 58 (17 мужчин и 41 женщина). Среди 225 неактивных 85 человек были учениками или студентами, 79 — пенсионерами, 61 были неактивными по другим причинам.

## Достопримечательности
- Церковь Успения Божьей Матери
- Церковь Св. Аполлонии
- Церковь Св. Сатурнина
- Церковь Св. Анатолия
- Голубятня (1619 год)

## Фотогалерея

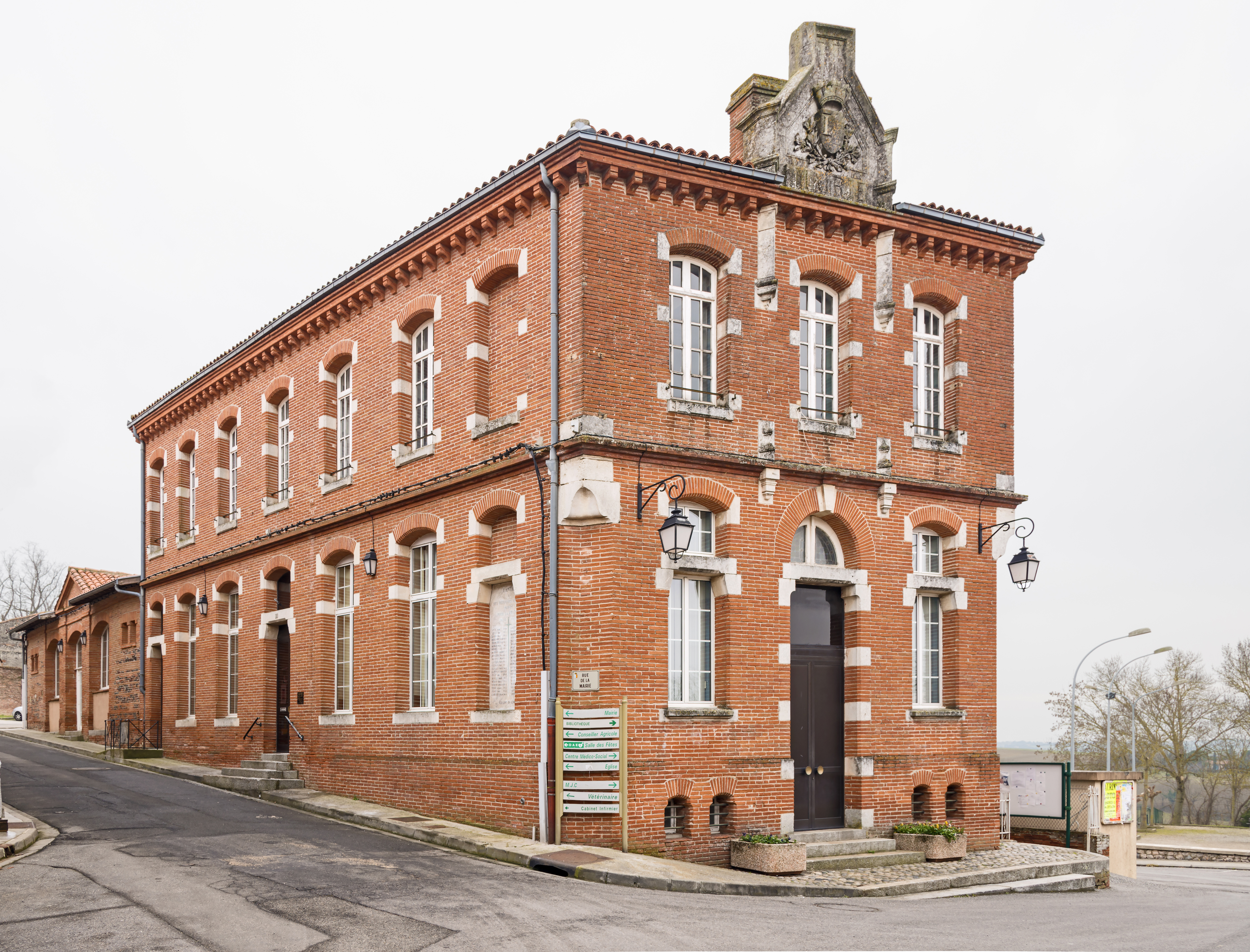
Мэрия
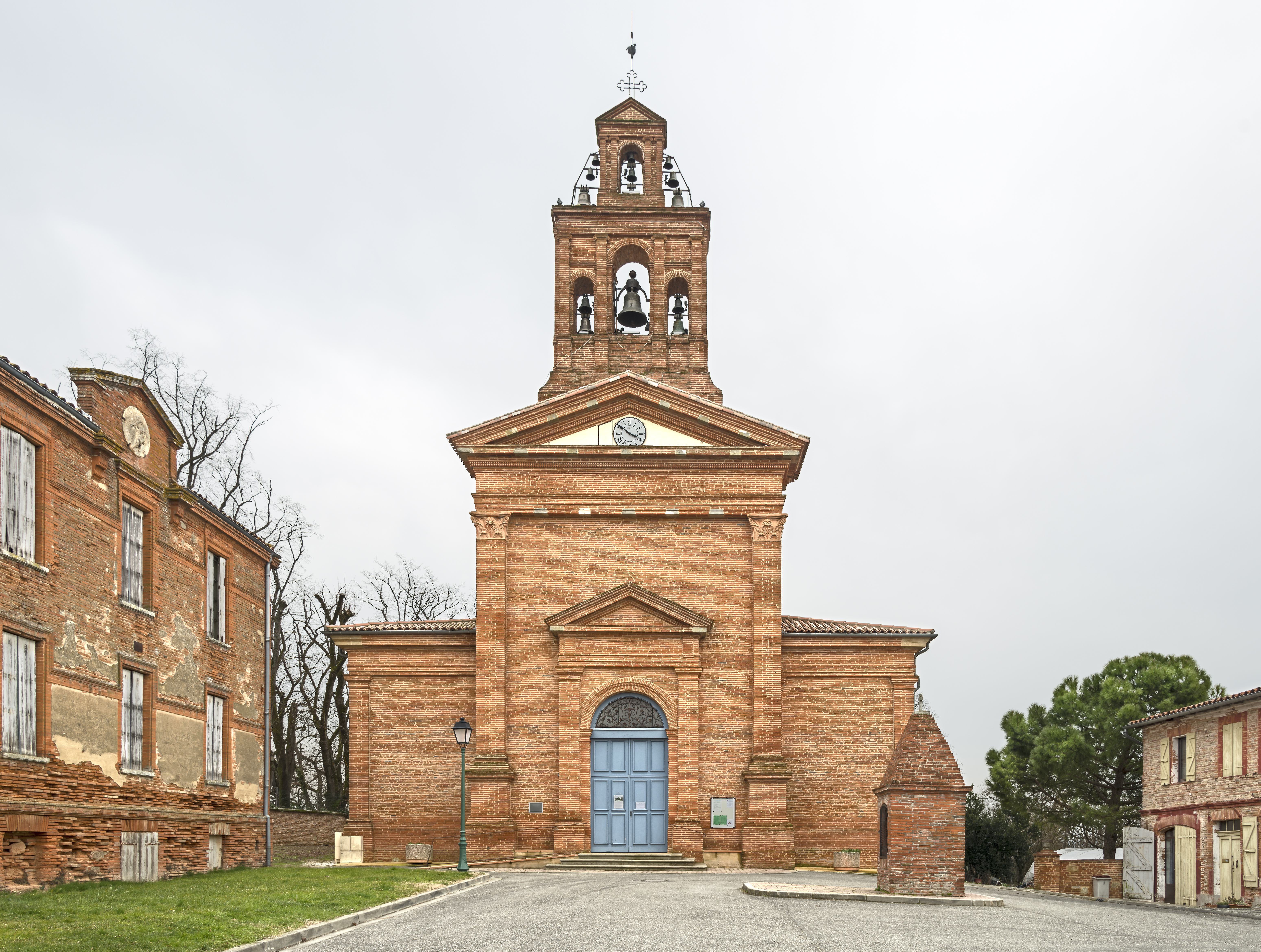
Церковь Успения Богоматери
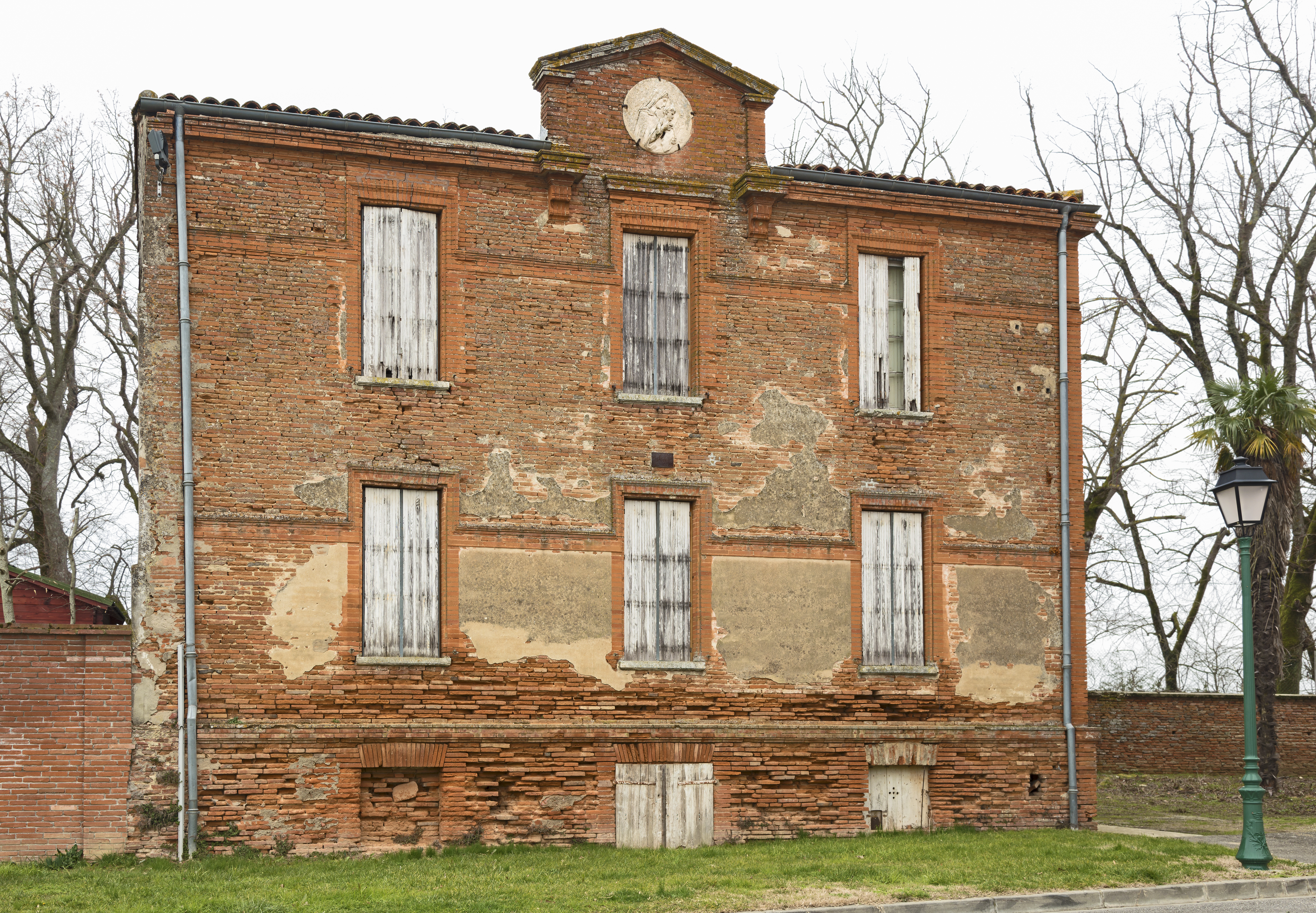
Бывший дом священника
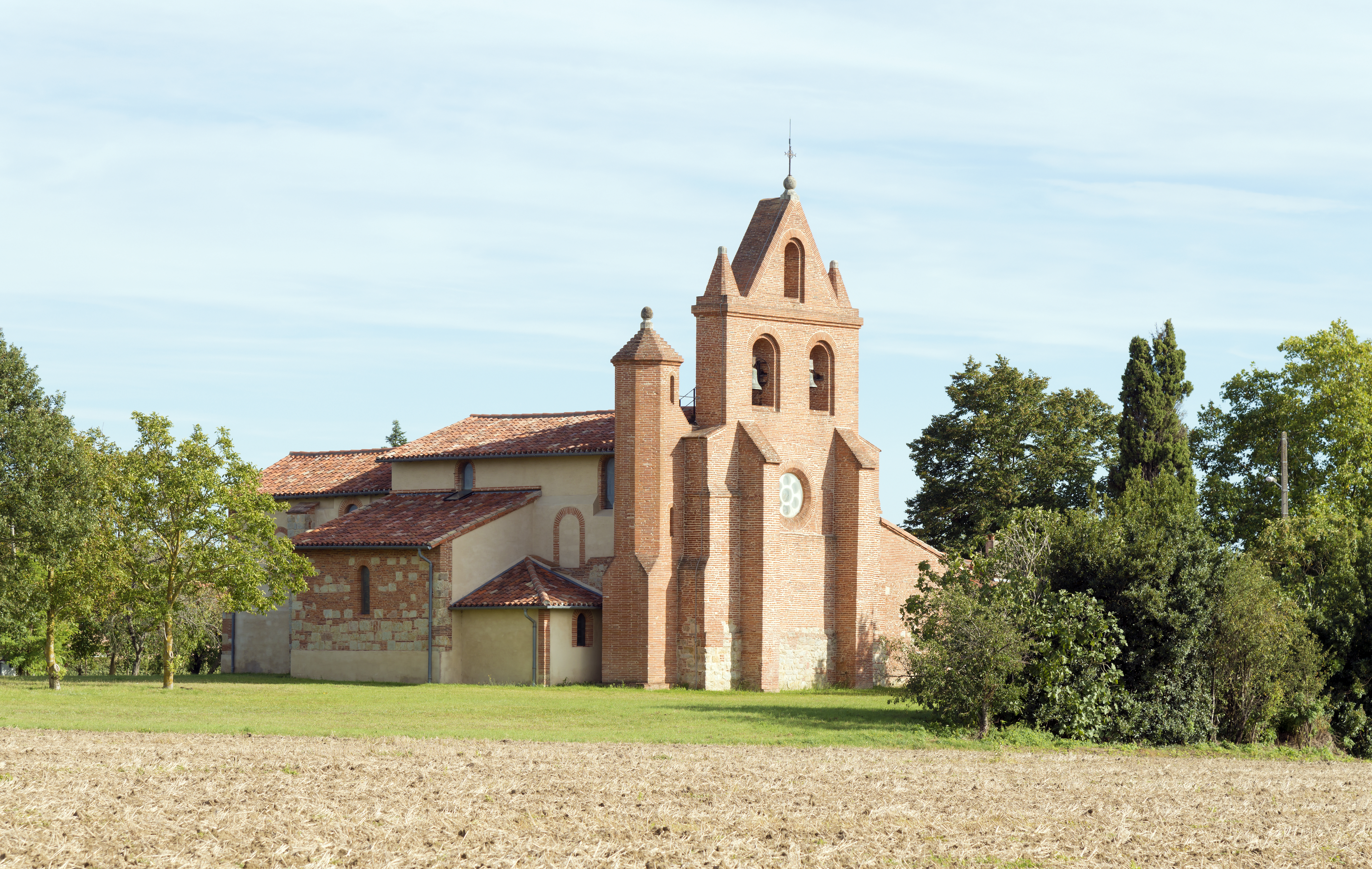
Церковь Св. Анатолия
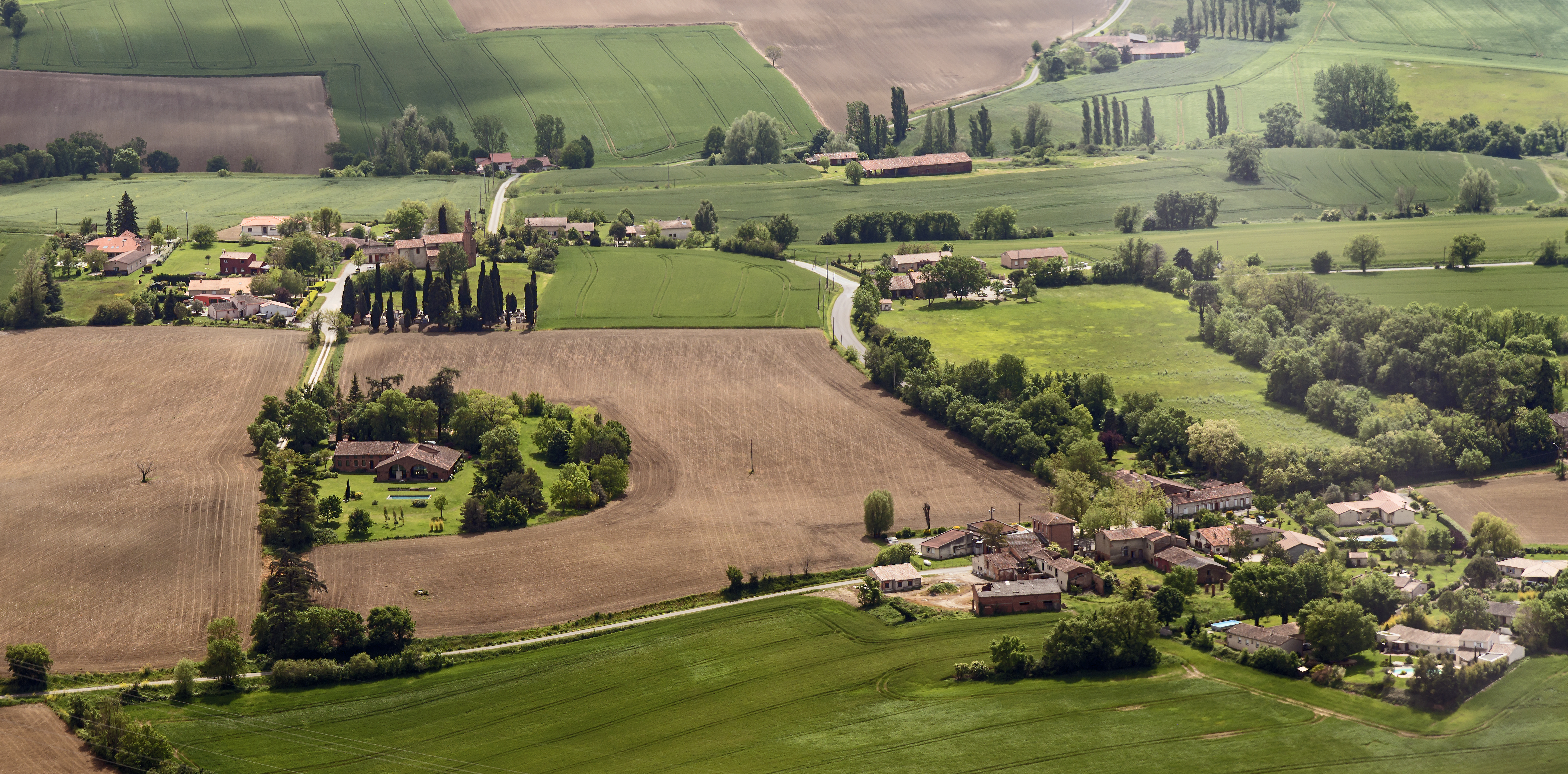
Saint Anatoly de Lanta
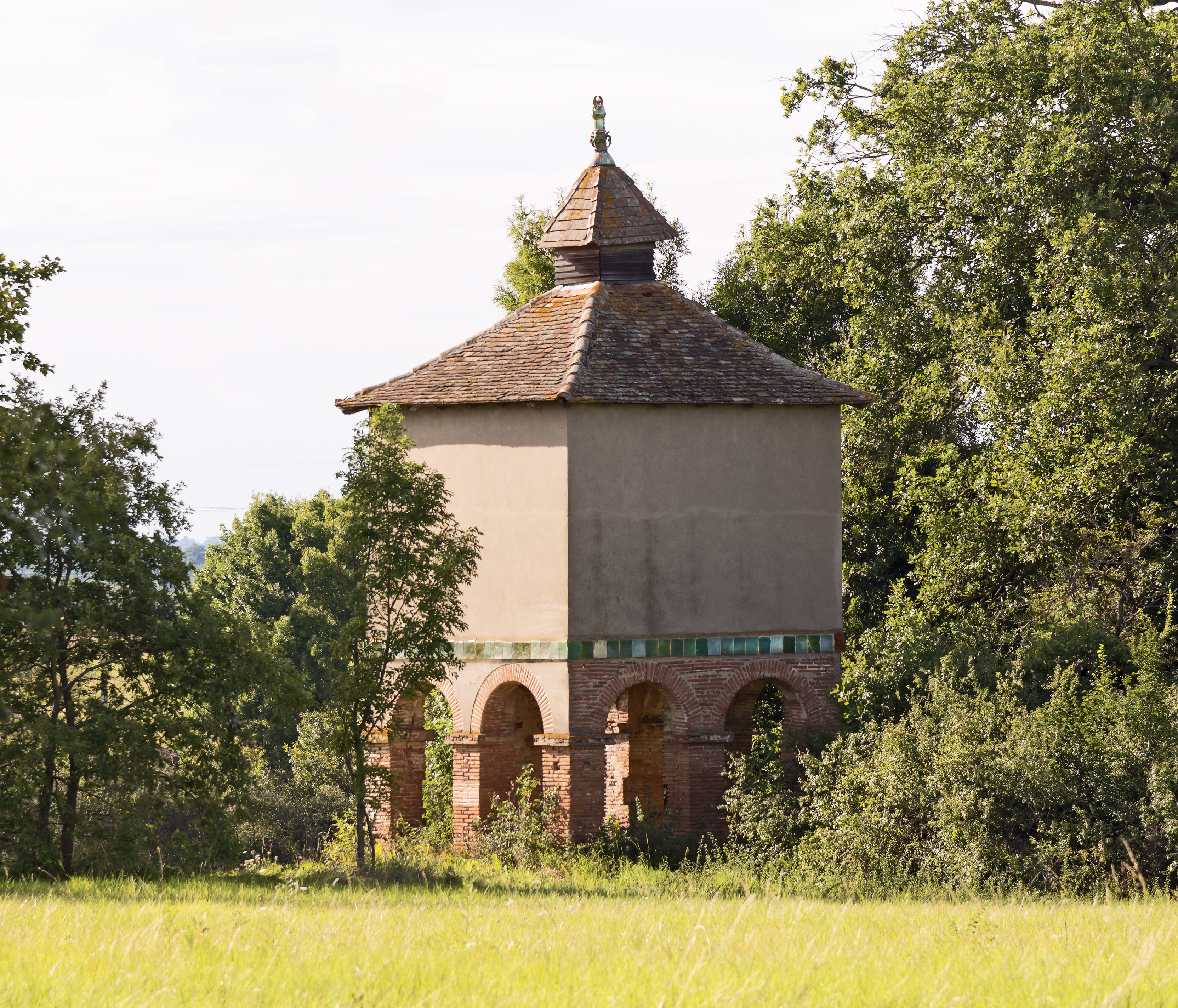
Голубятня
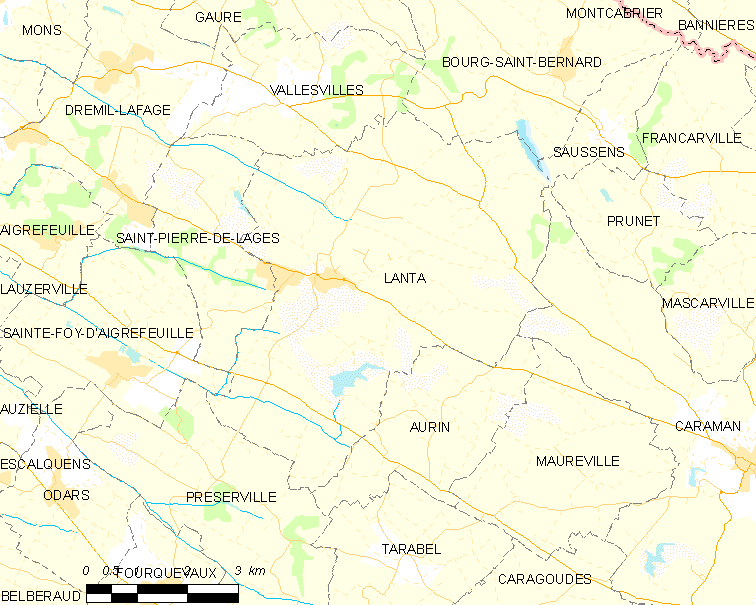
Карта коммуны